# زكية مال الله
زكية علي مال الله عبد العزيز (1959) شاعرة وصيدلانية قطرية. ولدت في مدينة الدوحة. حصلت على إجازة الصيدلة عام 1980، ثم الماجستير 1958، ثم الدكتوراه 1990 من جامعة القاهرة. عملت رئيسة لقسم معامل الرقابة الدوائية في قطر. هي عضو في رابطة الأدب الحديث في القاهرة، والأكاديمية العالية للثقافة والفنون بأمريكا، والأكاديمية العالمية للشعراء بالهند. عملت أيضًا صحافيًا في القسم الثقافي في جريدة الشرق واشتركت في برامج إذاعيّة مختلفة في القاهرة والدوحة. لها العديد من دواوين الشعرية.

## سيرتها
ولدت زكية بنت علي بن مال الله بن عبد العزيز سنة 1379 هـ/ 1959 م بمدينة الدوحة ونشأت بها. واصلت دراستها فيها ثم ذهبت إلى مصر فحصلت من جامعة القاهرة على بكالوريوس صيدلة 1980، وماجستير 1985، ودكتوراه 1990.

عملت رئيسة لقسم معامل الرقابة الدوائية في وطنها.

## مهنتها الأدبية
هي عضو في رابطة الأدب الحديث بالقاهرة منذ 1988، والأكاديمية العالمية لثثقافة والفنون بأمريكا منذ 1991، والأكاديمية العالمية للشعراء بالهند 1991. 

علمت في القسم الثقافي بجريدة الشرق. اشترك في برامج إذاعية مختلفة في مصر والدوحة ونشرت قصائدها في العديد من الصحف والمجلات المحلية والعربية. شاركت في العديد من الندوات الأدبية والأمسيات الشعرية في كل من قطر ومصر والكويت وتركيا.

## جوائزها
- 1983: جائزة نادي قطر في الشعر. [3]
- 2000: حازت على جائزة الأمير خالد الفيصل للشعر الفصيح.[5]

## مؤلفاتها
من دواوينها الشعرية:
- في معبد الأشواق، 1985
- ألوان من الحب، 1987
- من أجلك أغنّي، 1989
- في عينيك يورق البنقسج، أو من أجل عيناك يورق البنفسج، 1990
- نجمة في الذاكرة، 1990
- أسفار الذات، 1991
- أصلڄ ذهب، 2006
- مرجان الضوء، 2001
- دوائر، 2006
- مواسم العقيق، 2007
- هي تأتي، رواية شعرية، 2007
- أنت لى، 2008

من كتبه:
- موسوعة ألف باء الصحة والريجيم والغذاء، 2006

ولها ديوان باللهجة القطرية. ترجمن مجموعة من القصائد من الإنجليزية إلى العربية مثل قصائد عثمان تركي، 1991. صدرت عنها الأعمال الشعرية الكاملة في 2005. 